# Частинка на краю Всесвіту
Частинка на краю Всесвіту: як полювання на Гіґґсів бозон веде нас до початку нового світу (англ. The Particle at the End of the Universe: How the Hunt for the Higgs Boson Leads Us to the Edge of a New World) — науково-популярна книга американського фізика-теоретика Шона Керролла, присвячена пошукам бозона Хіггса і його відкриттю на Великому адронному колайдері в CERN. Це третя за рахунком книга Керролла, написана невдовзі після відкриття бозона Хіггса. У 2013 році книгу надрукувало американське видавництво «Dutton», а в 2019 видавництво «Фабула» переклало її українською.

## Контекст
Книга присвячена пошуку та відкриттю бозона Хіггса на Великому адронному колайдері в CERN. Керролл пояснює, що це полювання — історія про «гроші, політику й заздрість» серед вчених і країн, які прагнуть отримати Нобелівську премію.
Текст починається в 4 липня 2012 року, коли було оголошено про відкриття бозона Хіггса, потім повертається в минуле до давньогрецьких філософів, які першими припустили, що вся матерія у Всесвіті складається з нескінченно малих елементарних шматочків, а потім зосереджується на всесвітньому полюванні на таємничу частинку, яка надає іншим частинкам масу.

## Відгуки
Манджит Кумар написав для «Індепендент»: «Хоча книгу Керролла не завжди легко читати, вона показує, що сучасна фізика на передньому краї вимагає надзвичайної відданості та готовності робити високі ставки в пошуках унікальних винагород». Астрофізик Адам Френк у своїй рецензії для National Public Radio зазначив: «Ця книга досягла успіху завдяки поєднанню чітких описів тріумфальної фізики, що стоїть за бозоном Хіггса, із дуже людською історією самого пошуку. За словами Керролла, пошук бозона Хіггса — це не просто історія про субатомні частинки та езотеричні ідеї. Це також історія про гроші, політику та заздрість. Ця книга — це більше, ніж огляд великих ідей і великих подій у фізиці. Дотепно й чесно Керролл пояснює, чому фундаментальні питання науки такі важливі для людської культури». Девід Улін з «Лос-Анджелес Таймс» писав: «Книга максимально наближається до метафізики, але це все одно залишається приголомшливим твердженням». У рецензії «Publishers Weekly» сказано: «Чи йдеться про пояснення складної фізики, такої як теорія полів і симетрія, чи про роботу прискорювачів частинок — ясність Карролла та його безмежний ентузіазм не тільки прояснюють факти, а й передають чисте захоплення відкриттям».

## Відзнаки
- «Частинка на краю Всесвіту» стала лауреатом Премії Вінтона Королівського товариства за наукові книги[en] 2013 року[7]. На думку членів журі, «Ця книга дозволяє вам уявити неймовірне. Це історія наукового відкриття від початку до кінця. Вона виділяється як найкраща розповідь про надзвичайну історію і промовляє до людей, які не є науковцями»[8].